# Trididemnum sibogae
Trididemnum sibogae is een zakpijpensoort uit de familie van de Didemnidae. De wetenschappelijke naam van de soort is voor het eerst geldig gepubliceerd in 1910 door Hartmeyer.